# Umberto Eco
Umberto Eco (Alessandria, 5 de enero de 1932 - Milán, 19 de febrero de 2016) fue un semiólogo, filósofo y escritor italiano, autor de numerosos ensayos sobre semiótica, estética, lingüística y filosofía, así como de varias novelas, entre ellas El nombre de la rosa.

## Biografía

### Primeros años
Nació el 5 de enero de 1932 en la ciudad de Alessandria, situada en el norte de Italia, en la región del Piamonte. Su padre, Giulio Eco, fue contable antes de la Segunda Guerra Mundial, cuando fue llamado a servir en las fuerzas armadas. Durante la guerra Umberto y su madre, Giovanna Bisio, se mudaron a un pequeño poblado piamontés. Eco recibió educación salesiana.

### Estudios e influencias
Su padre tenía interés en que Umberto estudiara Derecho. Sin embargo, Eco se doctoró en filosofía y letras en la Universidad de Turín en 1954, con un trabajo que publicó dos años más tarde con el título El problema estético en Santo Tomás de Aquino (1956).
Después de su doctorado, trabajó como editor cultural para la RAI, la radiotelevisión italiana; y también comenzó a trabajar como profesor en las universidades de Turín y de Florencia antes de ejercer durante dos años en la de Milán (1956-1964). En este periodo entró en contacto con el grupo de artistas (pintores, músicos, escritores) denominado Gruppo 63, que influirían en su futura carrera de escritor.
En septiembre de 1962 se casó con Renate Ramge, una profesora de arte alemana con la cual tuvo un hijo y una hija.

### Semiología
Después se convirtió en profesor de comunicación visual en Florencia en 1966. Fue en esos años cuando publicó sus importantes estudios de semiótica Obra abierta (1962) y La estructura ausente (1968), de sesgo ecléctico.
Cofundó en 1969 la Asociación Internacional de Semiología, de la cual era secretario.
En 1971 comenzó a enseñar en la Universidad de Bolonia, y entre 1975 y 2007 ocupó la cátedra de semiótica en esa universidad. Más tarde, en 2000, creó en Bolonia la Escuela Superior de Estudios Humanísticos, iniciativa académica solo para licenciados de alto nivel destinada a difundir la cultura universal. En 2008 fue nombrado profesor emérito en Bolonia.

### Narrativa
Distinguido crítico literario y semiólogo, empezó a publicar sus obras narrativas en edad madura (aunque en conferencias más recientes contó sus experimentos juveniles, los que incluyen la edición artesanal de un cómic en la adolescencia).
Comenzó su obra narrativa en 1966 publicando dos cuentos para niños ilustrados por Eugenio Carmi, La bomba y el General y Los tres cosmonautas. Eco también escribió otros relatos, Los gnomos de Gnù (1992), ilustrado como los anteriores por Carmi; y El misterioso fin del planeta Tierra (2002), para un público adulto.
En 1980 se consagró como narrador con El nombre de la rosa, novela histórica culturalista susceptible de múltiples lecturas (como novela filosófica, novela histórica o novela policíaca, y también desde el punto de vista semiológico). Se articula en torno a una fábula detectivesca ambientada en un monasterio benedictino en 1327; sonoro éxito editorial, fue traducida a muchos idiomas y llevada al cine en 1986 por el director francés Jean-Jacques Annaud.
Escribió además otras novelas, como El péndulo de Foucault (1988), fábula sobre una conspiración secreta de sabios en torno a temas esotéricos; La isla del día de antes (1994), parábola kafkiana sobre la incertidumbre y la necesidad de respuestas; Baudolino (2000), una novela picaresca —también ambientada en la Edad Media— que constituye otro rotundo éxito; La misteriosa llama de la Reina Loana (2004); El cementerio de Praga (2010); y su última novela, Número cero (2015).

### Ensayos
Cultivó también otros géneros, como el ensayo, donde destacó notablemente con títulos como: Obra abierta (1962), Diario mínimo (1963), Apocalípticos e integrados (1964), La estructura ausente (1968), Las costumbres de casa (1973), Las formas del contenido (1971), Signo (1973), Tratado de semiótica general (1975), El superhombre de masas (1976), Desde la periferia del imperio (1977), Lector in fabula (1979), Semiótica y filosofía del lenguaje (1984), Los límites de la interpretación (1990), Seis paseos por los bosques narrativos (1994), La búsqueda de la lengua perfecta (1993), Kant y el ornitorrinco (1997) y Cinco escritos morales (1998).

### Fallecimiento
Afectado desde hacía años por un cáncer, su deceso se produjo a los 84 años en su casa de la ciudad de Milán el 19 de febrero de 2016 a las 22:30, hora local. El funeral fue también en Milán, en el Castillo Sforzesco, mediante una ceremonia laica. Eco, en su testamento, pidió que no se celebrasen homenajes ni se organizaran celebraciones en su memoria durante, al menos, diez años.
En 2016 se publicó De la estupidez a la locura, libro póstumo recopilatorio de artículos publicados en prensa por Umberto Eco, seleccionados por el mismo Eco antes de su fallecimiento.

## Ideología y pensamiento

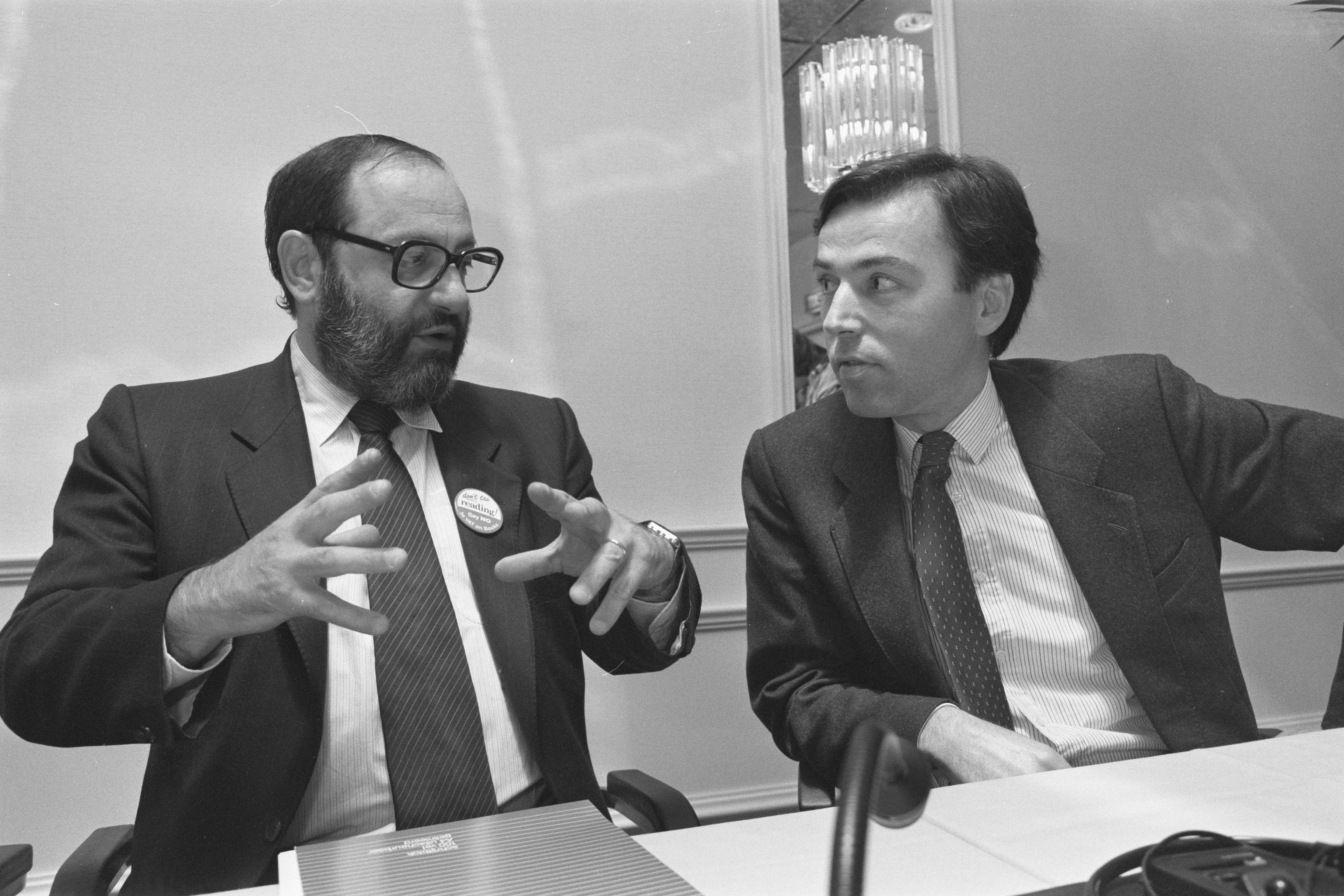
Umberto Eco con el por entonces ministro neerlandés Elco Brinkman, en 1987

Umberto Eco fue un reconocido ateo, muy interesado en el tema de la religión.
Dentro de su particular visión de los medios de comunicación, reflexionó sobre internet y en concreto sobre Wikipedia, de la que tenía una opinión ambivalente, resultado de la tensión entre la necesidad de integración y el rechazo de los rasgos negativos, descrita aquí en relación con su concepto apocalípticos e integrados:

(...) antes los apocalípticos eran los que criticaban y rechazaban. Hoy son los que critican, pero a la vez usan estas cosas, así que es un discurso interno: yo soy muy crítico con Wikipedia, porque contiene noticias falsas. Las hay también sobre mí, falsas y no falsas, pero utilizo Wikipedia, porque si no, no podría trabajar. Mientras escribo sobre, por ejemplo, Tirso de Molina y no me acuerdo de cuándo nació, voy a Wikipedia y lo miro, en cambio antes tenía que coger la enciclopedia y tardaba media hora. Antes los apocalípticos no usaban estas cosas: escribían a mano con la pluma de ganso.

En lo político, Eco fue un acérrimo crítico de Silvio Berlusconi, lo que puede verse explícitamente en varias de sus crónicas, algunas de ellas publicadas por ejemplo en De la estupidez a la locura.

## Obras

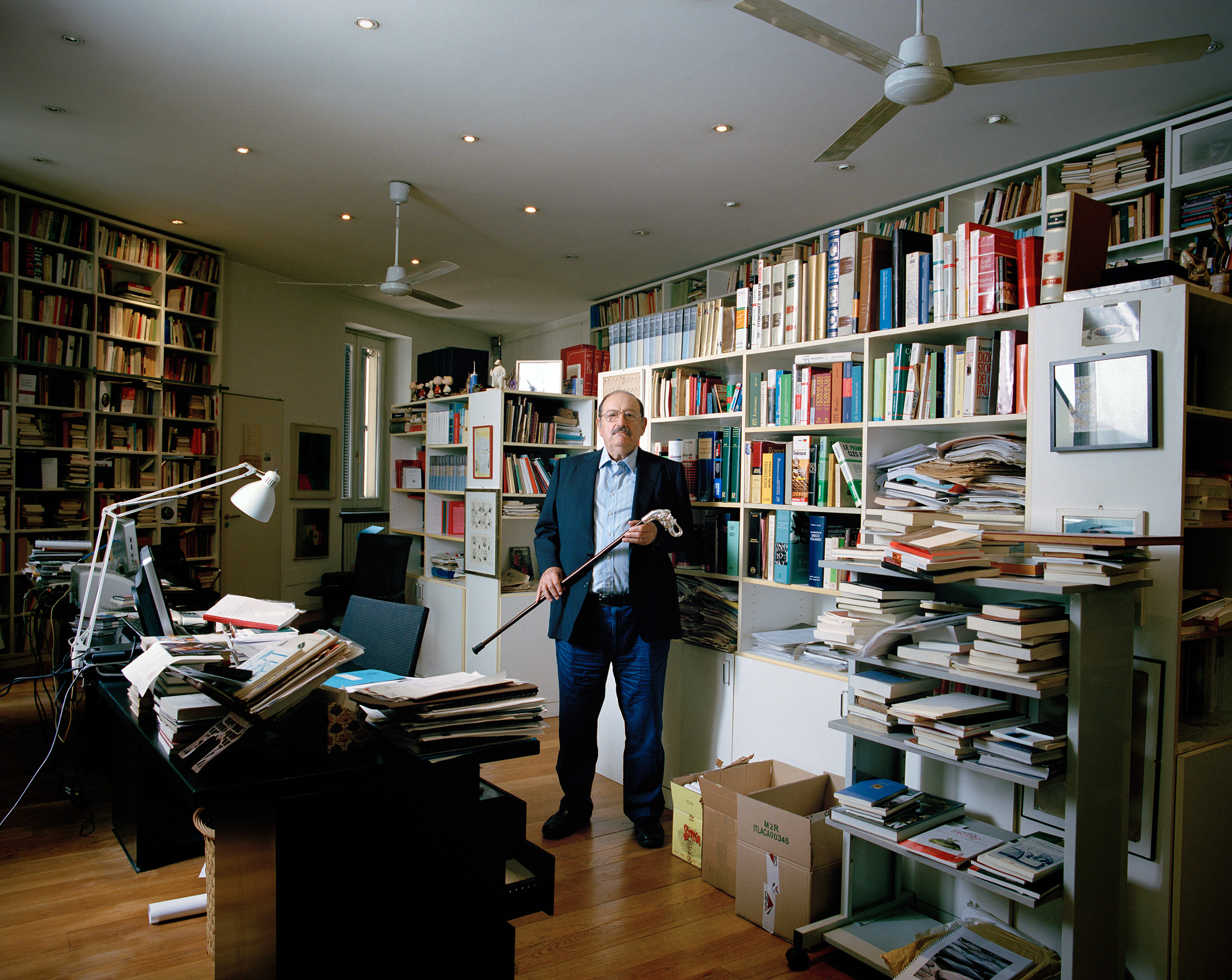
Umberto Eco fotografiado por Oliver Mark, Milán 2011

### Novelas
- El nombre de la rosa (Il nome della rosa, 1980)
- El péndulo de Foucault (Il pendolo di Foucault, 1988)
- La isla del día de antes (L'isola del giorno prima, 1994)
- Baudolino (Baudolino, 2000)
- La misteriosa llama de la Reina Loana (La misteriosa fiamma della regina Loana, 2004)
- El cementerio de Praga (Il cimitero di Praga, 2010)
- Número cero (Numero zero, 2015)

### Libros infantiles
- La bomba y el general (La bomba e il generale, 1966), ilustraciones de Eugenio Carmi
- Los tres astronautas, o Los tres cosmonautas (I tre cosmonauti, 1966), ilustraciones de Eugenio Carmi
- Ammazza l'uccellino, 1973, como Dedalus, ilustraciones de Monica Sangberg
- Los gnomos de Gnu (Gli gnomi di Gnu, 1992), ilustraciones de Eugenio Carmi
- I promessi sposi, 2010

### No ficción

#### Ensayos

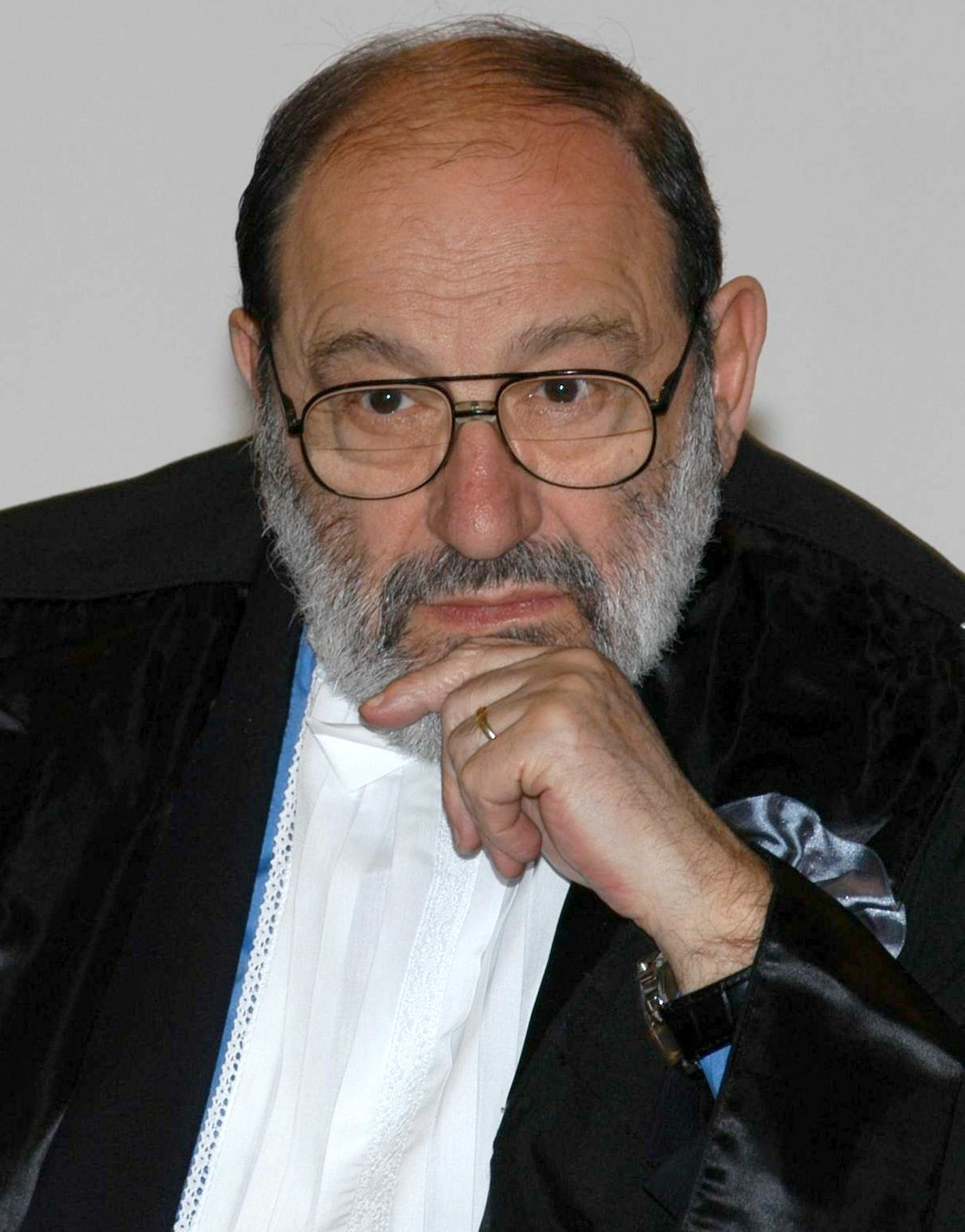
Umberto Eco, escritor y filósofo italiano.

Escribió principalmente en las áreas de semiótica, lingüística, estética y moralidad.
Colecciones:
- Diario mínimo (Diario minimo, 1963), colección de 16 ensayos (6 añadidos en 1975):
"Nonita", "Frammenti", "Lo streap-tease e la cavallinità", "Fenomenologia di Mike Bongiorno", "Esquisse d'un nouveau chat", "L'altro Empireo", "La Cosa", "My Examination Round his Factification for Incamination to Reduplication with Ridecolation of a Portrait of the Artist as Manzoni", "Industria e repressione sessuale in una società padana", "Elogio di Franti", "Dove andremo a finire?" (añadido en 1975), "Lettera a mio figlio" (añadido en 1975), "Tre recensioni anomale" (añadido en 1975), "La scoperta dell'America" (añadido en 1975), "Do your movie yourself" (añadido en 1975), "Dolenti declinare (rapporti di lettura all'editore)" (añadido en 1975)
- La estructura ausente (La struttura assente, o La struttura assente: Introduzione alla ricerca semiologica, 1968), análisis de semiótica en edificaciones orientado al diseño arquitectónico, colección de 7 ensayos:
"Il segnale e il senso", "Le comunicazioni visive", "Semiologia dell'architettura", "Le articolazioni del codice cinematografico", "Retorica della pubblicità", "Critica dello strutturalismo ontologico", "Le frontiere della semiologia"
- De los espejos y otros ensayos (Sugli specchi e altri saggi, 1985), colección de 24 ensayos:
"Modi di rappresentazione": "Sugli specchi", "Il segno teatrale", "Il linguaggio del volto", "L'illusione realistica", "Il Milione: descrivere l'ignoto", "Le tentazioni della scrittura", "Della cattiva pittura", "Dieci modi di sognare il medioevo"
"Tra esperimento e consumo": "Il Gruppo 63, lo sperimentalismo e l'avanguardia", "Il testo, il piacere, il consumo", "Il tempo dell'arte", "L'innovazione nel seriale", "Elogio del Montecristo"
"Congetture su mondi": "L'abduzione in Uqbar", "I mondi della fantascienza", "Ritratto di Plinio da giovane", "La combinatoria dei possibili e l'incombenza della morte"
"Tra poesia e prosa": "L'epistola XIII, l'allegorismo medievale, il simbolismo moderno", "Il segno della poesia e il segno della prosa", "Pirandello ridens", "Ma che cosa è questo campanile?"
"Discorsi sulle scienze umane": "Huizinga e il gioco", "Segni, pesci e bottoni. Appunti su semiotica, filosofia e scienze umane", "L'Antiporfirio"
- Segundo diario mínimo (Il secondo diario minimo, 1992), colección de 72 ensayos:
"I. Storie vere": "Intervista con Pietro Micca", "Stelle e stellette", "Una storia vera", "Concorsi a cattedra", "Quando entrai nella PP2", "Correzioni editoriali", "Conversazione a Babilonia", "Italia 2000", "Dell'esternazione"
"II. Istruzioni per l'uso": "Come fare l'indiano", "Come presentare un catalogo d'arte", "Come organizzare una biblioteca pubblica", "Come fare le vacanze intelligenti", "Come sostituire una patente rubata", "Come seguire le istruzioni", "Come evitare malattie contagiose", "Come viaggiare con un salmone", "Come fare un inventario", "Come comperare gadgets", "Come diventare cavaliere di Malta", "Come mangiare in aereo", "Come parlare degli animali", "Come scrivere un'introduzione", "Come presentare in TV", "Come usare la cuccuma maledetta", "Come impiegare il tempo", "Come usare il tassista", "Come smentire una smentita", "Come cestinare i telegrammi", "Come inizia e come finisce", "Come non sapere l'ora", "Come passare la dogana", "Come non usare il fax", "Come reagire ai volti noti", "Come riconoscere un film porno", "Come mangiare il gelato", "Come non dire "esatto"", "Come guardarsi dalle vedove", "Come non parlare di calcio", "Come giustificare una biblioteca privata", "Come non usare il telefonino cellulare", "Come viaggiare sui treni americani", "Come scegliere un mestiere redditizio", "Come mettere i puntini di sospensione"
"III. Frammenti dalla Cacopedia": "Dell'impossibilità di costruire la carta dell'impero 1 a 1", "Tre civette sul comò", "L'Anopticon", "The Wom", "Il pensiero di Brachamutanda", "Come falsificare Eraclito", "Il teorema degli ottocento colori", "Progetto per una facoltà d'irrilevanza comparata", "Lineamenti di critica quantistica", "Utrum deus sit"
"IV. Filastrocche per adulti": "Filosofi in libertà", "Scrittori in libertà", "Edipo Re", "Un inedito di Dante su Saussure", "Alessandro Manzoni, La Gnosi", "Piccola metafisica portatile", "Chansons à boire per congressi scientifici"
"V. Giochi di parole": "Undici nuove danze per Montale", "Iniziali", "Come va?", "Il libro mascherato", "Ircocervi", "Continuazioni", "Anagrammi", "Anagrammi a posteriori", "Dodici indovinelli", "Dialogo del Becero Muto con Boote"
"VI. Il miracolo di San Baudolino"
- Cinco escritos morales (Cinque scritti morali, 1997),[19] colección de 5 ensayos:
"Pensare la guerra", "Il fascismo eterno", "Sulla stampa", "Quando entra in scena l'altro", "La religiosità etica"
- Kant y el ornitorrinco (Kant e l'ornitorinco, 1997)
- Serendipities: Language and Lunacy, 1998, colección de 5 ensayos:
"The Force of Falsity", "Languages in Paradise", "From Marco Polo to Leibniz: Stories of Intellectual Misunderstandings", "The Language of the Austral Land", "The Linguistics of Joseph de Maistre"
- Entre mentira e ironía (Tra menzogna e ironia, 1998), colección de 4 ensayos:
"Migrazioni di Cagliostro", "Il linguaggio mendace in Manzoni", "Campanile: Il comico come straniament", "Geografia imperfetta di corto maltese"
- La estrategia de la ilusión, 1999
- La bustina de Minerva (La bustina di Minerva, 1999)
- Sobre literatura (Sulla letteratura, 2002), colección de 18 ensayos:
"Su alcune funzioni della letteratura", "Lettura del Paradiso", "Sullo stile del Manifesto", "Le brume del Valois", "Wilde. Paradosso e aforisma", "A portrait of the artist as a bachelor", "Tra La Mancha e Babele", "Borges e la mia angoscia dell'influenza", "Su Camporesi: sangue corpo, vita", "Sul simbolo", "Sullo stile", "Les sémaphores sous la pluie", "Le sporcizie della forma", "Ironia intertestuale e livelli di lettura", "La Poetica e noi", "Il mito americano di tre generazioni antiamericane", "La forza del falso", "Come scrivo"
- A paso de cangrejo: Artículos, reflexiones y decepciones, 2000-2006 (A passo di gambero: Guerre calde e populismo mediatico, 2006)
- La memoria vegetale e altri scritti di bibliofilia, 2006, colección de 19 ensayos:
"Sulla bibliofilia": "La memoria vegetale", "Riflessioni sulla bibliofilia", "Collazioni di un collezionista"
"Historica": "Sul libro di Lindisfarne", "Sulle Très Riches Heures", "Sugli Isolari", "Perché Kircher?", "Il mio Migne, e l'altro", "Lo strano caso della Hanau 1609"
"Folli letterari (e scientifici)": "Varia et curiosa", "Il capolavoro di uno sconosciuto"
"Eterotopie e falsificazioni": "La peste dello straccio", "Prima dell'estinzione", "Monologo interiore di un e-book", "Shakespeare era per caso Shakespeare", "Per una riforma dei cataloghi", "Il codice Temesvar", "Asta di libri appartenuti a Ricardo Montenegro", "Il problema della soglia. Saggio di Para-antropologia"
- Costruire il nemico e altri scritti occasionali, 2011, colección de 15 ensayos:
"Costruire il nemico", "Assoluto e relativo", "La fiamma è bella", "Andare per tesori", "Delizie fermentate", "Gli embrioni fuori del Paradiso", "Il Gruppo 63, quarant'anni dopo", "Hugo, hélas! La poetica dell'eccesso", "Veline e silenzio", "Astronomie immaginarie", "Paese che vai, usanza che trovi", "Io sono Edmond Dantés!", "Ci mancava anche l'Ulisse...", "Perché l'isola non viene mai trovata", "Riflessioni su WikiLeaks"
- Contra el fascismo, Lumen, 2018 (incluye Los 14 síntomas del fascismo eterno)[19]
- Sulla televisione: Scritti 1956-2015, 2018
- La filosofia di Umberto Eco: Con la sua Autobiografia intellettuale, 2021
- Sull'arte. Scritti dal 1955 al 2016, 2022

No publicados en colecciones:
- El problema estético en Tomás de Aquino (Il problema estetico in San Tommaso, 1956; Il problema estetico in Tommaso d'Aquino, 1970)
- "Arte y belleza en la estética medieval" ("Sviluppo dell'estetica medievale"), en Momenti e problemi di storia dell'estetica, 1959
- Shaker. Il libro dei cocktail, 1961, con Roberto Leydi
- Obra abierta (Opera aperta: Forma e indeterminazione nelle poetiche contemporanee, 1962)
- Apocalípticos e integrados (Apocalittici e integrati, 1964)
- Las poéticas de Joyce (Le poetiche di Joyce: Dalla "Summa" al "Finnegans Wake", 1965)
- La definición del arte (La definizione dell'arte, 1968)
- Las formas del contenido (Le forme del contenuto, 1971)
- La nueva Edad Media (Documenti su il nuovo Medioevo, 1972), con Francesco Alberoni, Furio Colombo y Giuseppe Sacco
- Signo (Il segno, 1973)
- Las costumbres de casa (Il costume di casa: Evidenze e misteri dell'ideologia italiana, 1973), incluido en La estrategia de la ilusión
- El beato de Liébana (Beato di Liébana: Miniature del Beato de Fernando I y Sancha. Codice B.N. Madrid Vit. 14-2, 1973)
- Eugenio Carmi: Una pittura di paesaggio?, 1973
- El espanto hecho muro, 1974
- Sociología contra psicoanálisis, 1974
- Tratado de semiótica general (Trattato di semiotica generale, 1975)
- Introducción al estructuralismo, 1976
- El superhombre de masas (Il superuomo di massa. Studi sul romanzo popolare, 1976)
- Stelle & stellette. La via lattea mormorò, 1976, ilustrado por Philippe Druillet
- Storia di una rivoluzione mai esistita. L'esperimento Vaduz. Appunti del Servizio opinioni, n.292, settembre 1976, 1976
- Desde la periferia del imperio (Dalla periferia dell'impero, 1977), incluido en La estrategia de la ilusión
- Cómo se hace una tesis, técnicas y procedimientos de investigación, estudio y escritura (Come si fa una tesi di laurea, 1977)
- Carolina Invernizio, Matilde Serao, Liala, 1979, con otros
- Lector in fabula, o Lector in fabula: La cooperación interpretativa en el texto narrativo (Lector in fabula, o Lector in fabula: La cooperazione interpretativa nei testi narrativi, 1979)
- "Función y signo: La semiótica de la arquitectura" ("Function and sign, the semiotics of architecture: A componential analysis of the architectural sign /column/, 1980), incluido en Signs, symbols and architecture, 1980
- De Bibliotheca, 1981
- Postille al nome della rosa, 1983
- Siete años de deseo (Sette anni di desiderio: Cronache, 1977-1983, 1983), incluido en La estrategia de la ilusión
- El redescubrimiento de América (La riscoperta dell'America, 1984), con Gian Paolo Ceserani y Beniamino Placido
- Semiótica y filosofía del lenguaje (Semiotica e filosofia del linguaggio, 1984)
- Conceito de texto, 1984
- Arte y belleza en la estética medieval (Arte e bellezza nell'estetica medievale, 1987)
- Streit der Interpretationen, 1987
- "Notes sur la sémiotique de la réception", en Actes sémiotiques. Documents, IX, 81, 1987
- Ensayos sobre El nombre de la rosa, 1987
- El extraño caso de la Hanau 1609 (Lo strano caso della Hanau 1609, 1989)
- Ensayo en Leggere i Promessi sposi. Analisi semiotiche, 1989
- Los límites de la interpretación (I limiti dell'interpretazione, 1990)
- "Vocali", en Soluzioni felici (1991)
- La búsqueda de la lengua perfecta (La ricerca della lingua perfetta nella cultura europea, 1993)
- Seis paseos por los bosques narrativos (Six Walks in the Fictional Woods, 1994)
- Interpretación y sobreinterpretación (Interpretazione e sovrainterpretazione, 1995), con Richard Rorty, Jonathan Culler y Christine Brooke-Rose
- Incontro – Encounter – Rencontre, 1996, en italiano, inglés y francés
- ¿En qué creen los que no creen? (In cosa crede chi non crede?, 1996), diálogo epistolar sobre la ética con el cardenal Carlo Maria Martini
- Neue Streichholzbriefe, 1997
- Talking of Joyce, 1998, con Liberato Santoro-Brienza
- Gesammelte Streichholzbriefe, 1998
- Experiences in Translation, 2000
- Apostillas a 'El nombre de la rosa' y traducción de los textos latinos, 2000
- Riflessioni sulla bibliofilia, 2001
- Guerre sante, passione e ragione: Pensieri sparsi sulla superiorità culturale. Scenari di una guerra globale, en Islam e Occidente. Riflessioni per la convivenza, 2002
- Decir casi lo mismo: La traducción como experiencia (Dire quasi la stessa cosa: Esperienze di traduzione, 2003)
- Il linguaggio della Terra Australe, 2004
- Il codice Temesvar, 2005
- Nel segno della parola, 2005, con Daniele Del Giudice y Gianfranco Ravasi
- Sator Arepo eccetera, 2006
- Del árbol al laberinto (Dall'albero al labirinto: Studi storici sul segno e l'interpretazione, 2007)
- Nadie acabará con los libros (Non sperate di liberarvi dei libri, 2009), con Jean-Claude Carrière
- El vértigo de las listas (Vertigine della lista, 2009)
- Cultura y semiótica, 2009
- Confesiones de un joven novelista (Confessions of a Young Novelist, 2011)
- Scritti sul pensiero medievale, 2012
- Historia de las tierras y los lugares legendarios (Storia delle terre e dei luoghi leggendari, 2013)
- Da dove si comincia?, 2013, con Stefano Bartezzaghi
- Riflessioni sul dolore, 2014
- Come viaggiare con un salmone, 2016
- Sulle spalle dei giganti, 2017

#### Artículos
- De la estupidez a la locura, o De la estupidez a la locura: Crónicas para el futuro que nos espera, o De la estupidez a la locura: Cómo vivir en un mundo sin rumbo (Pape Satàn Aleppe: Cronache di una società liquida, 2016), recopilación de columnas periodísticas

## Reconocimientos

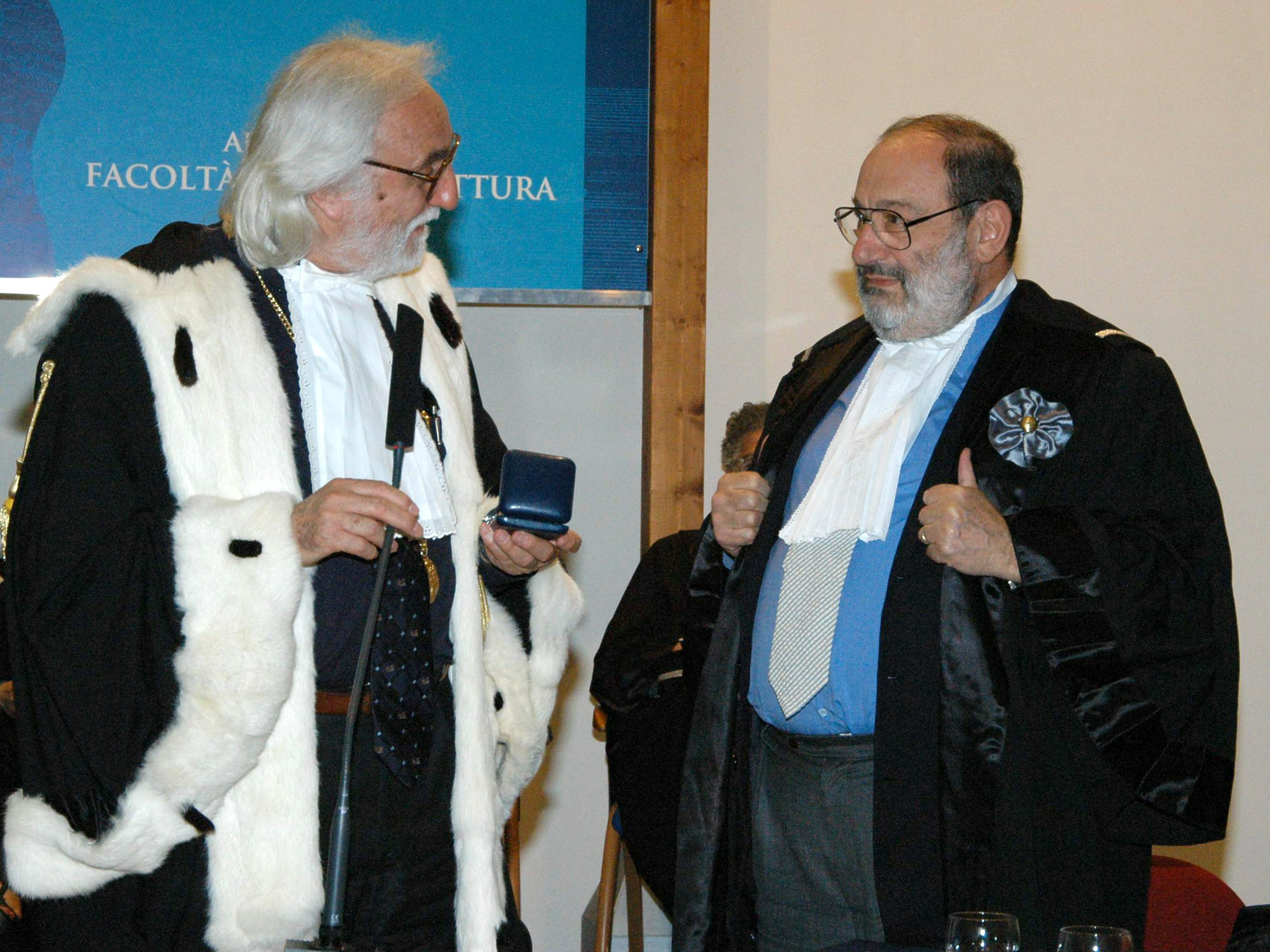
Eco recibiendo el grado de Doctor honoris causa en Arquitectura en 2005, en la Universidad Mediterránea de Regio de Calabria, de manos de su rector, Alessandro Bianchi

Fue miembro del Foro de Sabios de la Mesa del Consejo Ejecutivo de la Unesco y Doctor honoris causa por treinta y ocho universidades: entre ellas, la Universidad de Lieja (1986), la Universidad Complutense de Madrid (1990), la Universidad de Tel Aviv (1994), la Universidad de Atenas (1995), la Universidad de Varsovia (1996), la Universidad de Castilla-La Mancha (1997), la Universidad Libre de Berlín (1998), la Universidad de Sevilla (2010), la Universidad de Burgos (2013) y la Universidad de Buenos Aires (2014).
En 2000, recibió el premio Príncipe de Asturias de Comunicación y Humanidades. Fue caballero de la Legión de Honor francesa.
Recibió también: la Medalla de Oro al mérito de la cultura y el arte (Roma, 1997); Caballero Gran Cruz de la Orden del Mérito de la República Italiana (Roma, 1996); Ordine Pour le Mérite für Wissenschaften und Künste; comendador del Orden de las Artes y las Letras, en Francia; el Premio Strega, el Premio Médicis, el Premio Bancarella, el Premio del Estado Austriaco para la Literatura Europea. Fue miembro honorario de la Asociación James Joyce, de la Academia de Ciencias de Bolonia, de la Academia Europea de Yuste, de la Academia Americana de las Artes y las Letras, de la Real Academia de Bélgica, del Umiejętności Polska Akademia (Academia Polaca de las Artes), del Colegio de Santa Ana de Oxford y de la Accademia dei Lincei. Fue propuesto en diversas ocasiones para el Premio Nobel.

## Adaptaciones
- El nombre de la rosa (1986), película dirigida por Jean-Jacques Annaud, basada en la novela El nombre de la rosa.
- The Name of the Rose (2019), miniserie dirigida por Giacomo Battiato, basada en la novela El nombre de la rosa.